# Tourschool 2014
De Tourschool van de Europese PGA Tour is een serie toernooien waardoor ruim duizend golfers aan het einde van seizoen 2014 proberen een tourkaart te bemachtigen voor de Europese Tour van 2015. De serie bestaat uit Stage 1, Stage 2 en de Final Stage. De tourkaart is alleen weggelegd voor de beste 25 spelers en ties na het einde van de Final Stage. Sommige spelers mogen op basis van eerdere prestaties Stage 1 of 2 overslaan.
Thomas Pieters speelde in 2013 de hele serie en slaagde erin op deze manier zijn tourkaart te halen.

## Stage 1
De eerste kwalificatieronde (First Stage of Stage 1) wordt in verschillende landen gespeeld. Ieder toernooi bestaat uit vier rondes van 18 holes. De cut is na ronde 3. De winnaar krijgt € 1800.

Er doen 709 spelers aan Stage 1 mee voor ongeveer 200 plaatsen in Stage 2.
Het schema is als volgt:
| Datum             | Groep  | Baan                                | Spelers | Naar Stage 2 | Winnaar                           | Winnaar | Uitslag           |
| ----------------- | ------ | ----------------------------------- | ------- | ------------ | --------------------------------- | ------- | ----------------- |
| 9-12 september    | A1     | GC Schloss Ebreichsdorf, Oostenrijk | 84      | 26           | Nico Geyger Anders Schmidt Hansen | -12     | Scores[dode link] |
| 9-12 september    | A2     | Roxburghe GC, Kelso, Schotland      | 73      | 20           | Neil Fenwick                      | -15     | Scores            |
| 16-19 september   | B1     | Frilford Heath Golf Club, Engeland  | 73      | 28           | Daniel Gavins Greg Payne          | -18     | Scores            |
| 16-19 september   | B2     | Fleesensee G&CC, Duitsland          | 90      | 21           | Damien Perrier Filip Mruzek       | -13     | Scores            |
| 23-26 september   | C1     | Golf d'Hardelot, Frankrijk          | 95      | 23           | Martin Oveser                     | -14     | Scores            |
| 23-26 september   | C2     | Circolo Golf Bogogno, Italië        | 102     | 25           | Joon Kim                          | -19     | Scores            |
| 30 sept. - 3 okt. | D1     | Frilford Heath Golf Club, Engeland  | 97      | 25           | Mark Laskey                       | -11     | scores            |
| 30 sept. - 3 okt. | D2     | Ribagolfe, Portugal                 | 95      | 23           | Alfredo García Heredia            | -11     | scores            |
| Totaal            | Totaal | Totaal                              | 709     | 191          |                                   |         |                   |

Ongeveer 25% van de spelers van Stage 1 gaan door naar Stage 2, het precieze aantal wordt tijdens het toernooi bekendgemaakt. Spelers kunnen, als ze vroeg genoeg inschrijven, zelf kiezen op welke baan ze willen spelen. Ze mogen ook meer dan één keer de Stage 1 spelen.
Groep A
A1 en 2: geen Belgische of Nederlandse spelers. 

In Oostenrijk werd ronde 4 afgelast wegens veel regen. De bunkers stonden vol water. 
Op Roxburghe begon Lloyd Saltman met een ronde van 64, hetgeen het toernooirecord bleef, amateur Scott Borrowman (winnaar Scottish Champion of Champions, WAGR 402) eindigde op de 2de plaats achter landgenoot Fenwick. .
Groep B
B1: geen Belgische of Nederlandse spelers. Van de 29 spelers die zich voor Stage 2 kwalificeerden, hadden slechts 8 niet de Britse nationaliteit.

B2: Floris de Haas werd 4de en Fernand Osther werd 20ste. Guillaume Watremez kwalificeerde zich niet voor Stage 2.
Groep C
C1: Maarten Bosch, Robin Kind, Michael Kraaij (Am), Thomas Merkx, Rob van de Vin (Am), Darius van Driel (Am) en Robbie van West (Am) uit Nederland en Samuel Echikson (Am), Kevin Hesbois (Am) en Rens Megens uit België; geen van hen kwalificeerde zich voor Stage 2.

C2: Dylan Boshart miste de cut. De Aziatische Italiaan Joon Kim (1988) won met -10. Twee amateurs eindigden in de top-5.
Groep D
D1: geen Belgische of Nederlandse spelers; er waren 12 amateurs, 62 van de 97 spelers waren Engels, 3 waren Schots, 3 Welsh en 2 Iers. Drie spelers maakten een ronde van 65: Ryan Brown,Jay Taylor en Jeff Winther. Mark Laskey, die sinds 2005 ieder jaar de Tourschool speelde, won met -11, vier amateurs kwalificeerden zich ook voor Stage 2. 

D2: Reinier Saxton; er waren 10 amateurs, 29 van de 95 spelers kwam uit Spanje. Alfredo García Heredia en Birgir Hafthorsson deelden na ronde 3 de leiding, Saxton stond toen op de 8ste plaats. Alleen Jordi García del Moral en Jonathan Fly maakten een ronde van 65. In de laatste ronde scoorde Saxton opnieuw 69 waardoor hij op de 5de plaats eindigde.

### Belgische en Nederlandse spelers
| Naam                 | Groep | R1 | R2 | R3 | R4 | Totaal | Totaal | Door naar Stage 2 | Door naar Stage 2 |
| -------------------- | ----- | -- | -- | -- | -- | ------ | ------ | ----------------- | ----------------- |
| Floris de Haas       | B2    | 71 | 69 | 68 | 69 | 277    | -11    | ja                |                   |
| Fernand Osther       | B2    | 68 | 75 | 73 | 66 | 282    | -6     | ja                |                   |
| Guillaume Watremez   | B2    | 74 | 70 | 70 | 73 | 287    | -1     |                   | nee               |
| Sven Maurits         | B2    | 77 | 65 | 75 | 74 | 291    | +3     |                   | nee               |
| David van den Dungen | B2    | 77 | 73 | 71 | MC |        |        |                   | nee               |
| Lawrence Moger       | B2    | 76 | 77 | 82 | MC |        |        |                   | nee               |
| Samuel Echikson (Am) | C1    | 72 | 71 | 75 | 68 | 286    | +2     |                   | nee               |
| Kevin Hesbois (Am)   | C1    | 71 | 73 | 71 | 71 | 287    | +3     |                   | nee               |
| Richard Kind         | C1    | 69 | 76 | 72 | 72 | 289    | +5     |                   | nee               |
| Michael Kraaij       | C1    | 75 | 72 | 69 | 76 | 292    | +8     |                   | nee               |
| Maarten Bosch        | C1    | 77 | 77 | 72 | MC |        |        |                   | nee               |
| Thomas Merkx         | C1    | 74 | 80 | 82 | MC |        |        |                   | nee               |
| Rens Megens          | C1    | 71 | 76 | 75 | MC |        |        |                   | nee               |
| Rob van de Vin       | C1    | 72 | 70 | 80 | MC |        |        |                   | nee               |
| Robbie van West (Am) | C1    | 80 | 70 | 72 | MC |        |        |                   | nee               |
| Darius van Driel     | C1    | 72 | 76 | 73 | MC |        |        |                   | nee               |
| Dylan Boshart        | C2    | 79 | 81 | 74 | MC |        |        |                   | nee               |
| Reinier Saxton       | D2    | 71 | 71 | 69 | 69 | 280    | -8     | ja                |                   |

## Stage 2
Stage 2 was van 7-10 november 2014. Er werd weer gebruikgemaakt van vier banen in Spanje: Las Colinas Golf & Country Club (4de keer), Lumine Golf Club (3de keer, Lakes Course), El Saler Campo de Golf (3de keer) en de Panoramica Golf, Sport and Resort waar ook in 1996-1998 gespeeld werd. Panoramica ligt in NO-Spanje en werd in 1995 geopend. De baan werd door Bernhard Langer ontworpen.
| Baan                            | Spelers | Naar Finals | Winnaar           | Score | Uitslag |
| ------------------------------- | ------- | ----------- | ----------------- | ----- | ------- |
| Las Colinas Golf & Country Club | 74      | 18          | Chris Paisley     | -17   | Scores  |
| El Saler Campo de Golf          | 73      | 17          | Garry Houston     | -11   | Scores  |
| Lumine Golf Club                | 73      | 17          | Ricardo Gouveia   | -18   | Scores  |
| Panoramica Golf                 | 73      | 17          | Matthew Southgate | -22   | Scores  |

In totaal kwalificeerden 69 spelers zich voor de Finals. De vier winnaars kregen ieder € 1800.
Op Panoramico werd een play-off gehouden door zes spelers voor drie plaatsen. 

Vier amateurs kwalificeerden zich voor de Finals: Spanjaard Emilio Cuartero Blaco op Las Colinas, Engelsman Paul Howard op Lumine, Zuid-Afrikaan Zander Lombard en Italiaan Renato Paratore op Panoramico.

### Algemeen
In totaal speelden 191 spelers die zich via Stage 1 kwalificeerden en 102 spelers die wegens eerdere prestaties rechtstreeks naar Stage 2 mochten. 

Na ronde 1 gingen Jaakko Makitalo met -7 op Las Colinas, Jean-Pierre Verselin met -3 op El Saler, Nico Geyger en Julian Kunzenbacher met -5 op Lumine en Jean-Baptiste Gonnet met -8 op Panoramica aan de leiding. Makitalo eindigde in 2014 op de 96ste plaats van de Challenge Tour en probeert een betere categorie te bewerkstelligen, Verselin is nieuw in dit gezelschap en werd in Stage 1 op Bogogno 6de. De Chileen Geyger won Stage 1 op Ebreichsdorf maar had voordien nog nooit in Europa gespeeld. De net 22-jarige Duitser Kunzenbacher heeft nog geen Tour-ervaring. Gonnet speelde de laatste jaren wisselend op de Europese Tour en de Challenge Tour, maar had in 2014 geen enkele top-10 plaats en eindigde net buiten de top-100 van de Challenge Tour.
Ronde 2
De geroutineerde Sam Walker ging op Las Colinas na een ronde van 63 aan de leiding met -11. 
Op El Saler stonden vijf spelers met -3 aan de leiding: James Ablett, Wallace Booth, Simon Griffith, Garry Houston en Chris Lloyd.

De beste score op Lumine was -7, Ricardo Gouveia kwam daarmee aan de leiding, Mathias Grönberg steeg neer de 6de plaats. Saxton en de Haas scoorden +3, Osther en Remkes speelden onder par.
Gonnet bleef op Panoramica aan de leiding. De beste dagscore was -9 van Duncan Stewart, terwijl Johan Wahlqvist, Le Roux Ferreira en amateur Renato Paratore een ronde van -7 maakten.
Ronde 3 en 4
Op El Saler gingen Sebastian Soderberg, Wallace Booth en Simon Griffith met -7 aan de leiding, maar Garry Houston maakte in ronde 4 een foutloze ronde en scoorde -7, net genoeg om te winnen. 

Na ronde 3 stond Sam Walker met -16 aan de leiding, gevolgd door Chris Paisley en Nicolo Ravano, maar hij eindigde ronde 4 met Ravano op de 2de plaats achter Paisley.

Gonnet maakte nog twee rondes van 68 maar eindigde achter twee Engelse spelers, Matthew Southgate en Toby Tree.

### Belgische en Nederlandse spelers
Drie van de zes Nederlandse spelers scoorden in ronde 1 onder par. Maarten Lafeber kwam met -6 op een gedeeld 4de plaats, Saxton met -2 op een gedeeld 11de plaats. Het was een goede start, maar in ronde 2 scoorde alleen nog maar Lafeber mooi onder par. In ronde 3 en 4 werd iets beter gescoord, toch wist alleen Tim Sluiter in de top-17 te eindigen en door te gaan naar de Finals.
| Naam                | CTR               | R2D               | OWGR              | Ronde 1           | Ronde 1           | Ronde 1           | Ronde 2           | Ronde 2           | Ronde 2           | Ronde 2           | Ronde 3           | Ronde 3           | Ronde 3           | Ronde 3           | Ronde 4           | Ronde 4           | Ronde 4           | Ronde 4           | Door naar de Finals | Door naar de Finals |
| El Saler (par 72)   | El Saler (par 72) | El Saler (par 72) | El Saler (par 72) | El Saler (par 72) | El Saler (par 72) | El Saler (par 72) | El Saler (par 72) | El Saler (par 72) | El Saler (par 72) | El Saler (par 72) | El Saler (par 72) | El Saler (par 72) | El Saler (par 72) | El Saler (par 72) | El Saler (par 72) | El Saler (par 72) | El Saler (par 72) | El Saler (par 72) | El Saler (par 72)   | El Saler (par 72)   |
| ------------------- | ----------------- | ----------------- | ----------------- | ----------------- | ----------------- | ----------------- | ----------------- | ----------------- | ----------------- | ----------------- | ----------------- | ----------------- | ----------------- | ----------------- | ----------------- | ----------------- | ----------------- | ----------------- | ------------------- | ------------------- |
| Pierre Relecom      | 51                | 294               | 542               | 74                | +2                | T27               | 72                | par               | +2                | T25               | 81                | +9                | WD                |                   |                   |                   |                   |                   |                     | nee                 |
| Tim Sluiter         | 48                | 242               | 468               | 75                | +3                | T36               | 69                | -3                | par               | T11               | 70                | -2                | -2                | T13               | 69                | -3                | -5                | T8                | ja                  |                     |
| Lumine (par 71)     |                   |                   |                   |                   |                   |                   |                   |                   |                   |                   |                   |                   |                   |                   |                   |                   |                   |                   |                     |                     |
| Taco Remkes         | 116               | =                 | 1271              | 73                | +2                | T50               | 69                | -2                | par               | T36               | 66                | -5                | -5                | T14               | 70                | -1                | -6                | T25               |                     | nee                 |
| Reinier Saxton      | =                 | =                 | 1170              | 69                | -2                | T11               | 74                | +3                | +1                | T44               | 68                | -3                | -2                | T34               | 69                | -2                | -4                | T34               |                     | nee                 |
| Floris de Haas      | =                 | =                 | 1536              | 70                | -1                | T15               | 74                | +3                | +2                | T55               | 69                | -2                | par               | T46               | 69                | -2                | -2                | T41               |                     | nee                 |
| Fernand Osther      | =                 | =                 | 1536              | 72                | +1                | T36               | 70                | -1                | par               | T36               | 70                | -1                | -1                | T40               | 70                | -1                | -2                | T41               |                     | nee                 |
| Panoramica (par 72) |                   |                   |                   |                   |                   |                   |                   |                   |                   |                   |                   |                   |                   |                   |                   |                   |                   |                   |                     |                     |
| Maarten Lafeber     | 60                | 266               | 933               | 66                | -6                | T4                | 71                | -1                | -7                | T19               | 73                | +1                | -6                | T42               | 67                | -5                | -11               | T24               |                     | nee                 |

## Final Stage
De Final Stage is van 15-20 november op de PGA Catalunya Resort. Er doen 165 spelers mee, de top-70 en ties kwalificeren zich voor de laatste twee rondes en de beste 25 spelers en ties krijgen een categorie 15 tourkaart voor 2015. De anderen spelen in 2015 op de Challenge Tour.

### Spelers
Daan Huizing had een mooie start in 2014 met een 17de plaats bij het Zuid-Afrikaans Open. Dat was meteen zijn beste resultaat van het seizoen. Hij miste 7 cuts in de eerste 10 toernooien, maar daarna ging het weer beter. Hij speelde in totaal 28 toernooien. 
Hugues Joannes speelde in 2014 alleen 19 toernooien op de Challenge Tour. Hij eindigde daar op de 35ste plaats, hetgeen hem recht geeft in 2015 opnieuw op de Challenge Tour te spelen. Hij speelt in de Finals om te proberen een tourkaart voor de Europese Tour te bemachtigen.
Tim Sluiter had een slechte start. Hij begon pas in maart te spelen en haalde 2 cuts in de eerste 10 toernooien. Daarna haalde twee top-10 plaatsen en miste hij maar 2 cuts.
Ronde 1
Christian Gloet (1990) speelde in het verleden wat toernooien op de ECCO Tour en probeert nu op de Challenge Tour te komen. Na ronde 1 stond hij met -6 aan de leiding terwijl Anirban Lahiri met -5 op de 2de plaats kwam. Hugues Joannes, Daan Huizing en Tim Sluiter begonnen slecht en bleven buiten de top-100 staan. De Stadium Course wordt gezien als de moeilijkste baan, de score bevestigt dat, slechts 13 spelers scoorden onder par op de Stadium Course, tegenover 45 op de Tour Course.
Ronde 2
Anirban Lahiri speelt sinds 2008 op de Aziatische Tour; hij behaalde 5 overwinningen en staat voor de aanvang van de Finals nummer 2 op de Aziatische Order of Merit en nummer 74 op de wereldranglijst. Hij kwam naar de Europese Tourschool want hij wil graag in Europa spelen. Hij speelt sinds 2010 op de Omega European Masters dat ook voor de Aziatische Tour meetelt, en dat is zijn enige Europese ervaring. Zijn ronde 2 werd ontsierd door zijn eerste bogey.
 De beste ronde was van Pelle Edberg, die 62 (-8) scoorde op de Tour Course en de 2de plaats deelt met landgenoot Rikard Karlberg. Grootste steiger in de ranking was Tom Murray, die van T125 naar T35 klom.
Ronde 3
De spelers werden opnieuw ingedeeld, de beste spelen ronde 3 op de Tour Course, de anderen op de Stadium Course. Björn Åkesson, Pelle Edberg en Tom Murray had met 63 (-7) de beste score. Edberg verdrong Lahiri daarmee van de eerste plaats, Åkesson en Murray stegen naar de 7de plaats.
Ronde 4
John Hahn eindigde zijn rookiejaar als nummer 120 op de Race To Dubai en moest dus terug naar de Tourschool. Voor ronde 4 maakte een bijzondere score: 58 oftewel -12. Niet alleen een toernooirecord maar ook de eerste speler die onder de 60 scoorde tijdens een toernooi van de Europese Tour. In de Verenigde Staten werd vier keer een ronde van 59 genoteerd. Helaas telt Hahn's record niet, omdat de bal 'geplaatst' mocht worden. 
 Renato Paratore speelde Stage 2 in -16, werd daarna professional en speelde deze Finals al vier rondes onder par voor een 2de plaats, gedeeld met Lahiri. 
De Spaanse amateur Emilio Cuartero Blanco staat nummer 23 op de wereldranglijst. Hij stond na deze 4de ronde T13.
Hugues Joannes moest in zijn laatste zes holes minstens 1 onder par spelen om zich voor de volgende ronde te kwalificeren, maar eindigde met een bogey. De twee Nederlanders vielen ruim buiten de top-70.
Ronde 5
Er bleven 78 spelers in de race. Paratore maakte een ronde van -5 en ging aan de leiding, gevolgd door Mikko Korhonen, die afgelopen jaren wisselend op de Europese Tour en de Challenge Tour speelde.
John Hahn had voor ronde 5 twintig slagen meer nodig dan voor ronde 4.
Ronde 6
De strijd om de eerste plaats ging alleen tussen Korhonen en Paratore. Na zestien holes stond Korhonen op -19 en Paratore op -18, maar deze werd ingehaald door Ricardo González, de oudste deelnemer, die met twee birdies eindigde.
Amateur Emilio Cuartero Blanco werd 58ste.
- Scores

| Naam             | CTR | R2D | OWGR | Ronde 1 | Ronde 1 | Ronde 1 | Ronde 2 | Ronde 2 | Ronde 2 | Ronde 2 | Ronde 3 | Ronde 3 | Ronde 3 | Ronde 3 | Ronde 4 | Ronde 4 | Ronde 4 | Ronde 4 | Ronde 5 | Ronde 5 | Ronde 5 | Ronde 5 | Ronde 6 | Ronde 6 | Ronde 6 | Ronde 6 |
| ---------------- | --- | --- | ---- | ------- | ------- | ------- | ------- | ------- | ------- | ------- | ------- | ------- | ------- | ------- | ------- | ------- | ------- | ------- | ------- | ------- | ------- | ------- | ------- | ------- | ------- | ------- |
| Mikko Korhonen   | =   | 128 | 393  | 72      | par     | T       | 65      | -5      | -5      | T11     | 65      | -5      | -10     | T4      | 71      | -1      | -11     | T4      | 68      | -4      | -15     | 2       | 67      | -5      | -20     | 1       |
| Ricardo González | =   | 132 | 381  | 66      | -4      | T29     | 70      | -2      | -6      | T4      | 67      | -5      | -11     | 3       | 72      | par     | -11     | T4      | 70      | -2      | -13     | T3      | 67      | -5      | -18     | 2       |
| Renato Paratore  | =   | =   | 1545 | 67      | -3      | T37     | 70      | -2      | -5      | T11     | 66      | -4      | -9      | T7      | 69      | -3      | -12     | T2      | 67      | -5      | -17     | 1       | 73      | +1      | -16     | 3       |
| Matt Ford        | 91  | =   | 787  | 74      | +2      | T86     | 64      | -6      | -4      | T       | 65      | -5      | -9      | T7      | 68      | -4      | -13     | 1       | 72      | par     | -13     | T3      | 70      | -2      | -15     | 4       |
| Anirban Lahiri   | =   | =   | 74   | 65      | -5      | 2       | 68      | -4      | -9      | 1       | 66      | -4      | -13     | 2       | 73      | +1      | -12     | T2      | 75      | +3      | -9      | T11     | 72      | par     | -9      | T16     |
| Pelle Edberg     | 44  | =   | 489  | 73      | +1      | T77     | 62      | -8      | -7      | T2      | 63      | -7      | -14     | 1       | 75      | +3      | -11     | T4      | 76      | +4      | -7      | T19     | 71      | -1      | -8      | T18     |
| John Hahn        | =   | 120 | 529  | 67      | -3      | T37     | 79      | +7      | +4      | T112    | 72      | par     | +4      | T104    | 58      | -12     | -8      | T12     | 78      | +6      | -2      | T49     | 72      | par     | -2      | T51     |
| Christian Gloet  | =   | =   | 1547 | 64      | -6      | 1       | 74      | +2      | -4      | T17     | 66      | -4      | -8      | T13     | 72      | par     | -8      | T12     | 75      | +3      | -5      | T29     | 77      | +5      | par     | T62     |
| Hugues Joannes   | 35  | =   | 497  | 75      | +3      | T116    | 70      | par     | +3      | T102    | 72      | par     | +3      | T92     | 67      | -3      | par     | MC      |         |         |         |         |         |         |         |         |
| Daan Huizing     | =   | 137 | 282  | 76      | +4      | T124    | 69      | -1      | +3      | T102    | 73      | +1      | +4      | T105    | 68      | -2      | +2      | MC      |         |         |         |         |         |         |         |         |
| Tim Sluiter      | 50  | 236 | 463  | 74      | +2      | T101    | 74      | +4      | +6      | T135    | 74      | +2      | +8      | T131    | 69      | -1      | +7      | MC      |         |         |         |         |         |         |         |         |

| Stadium Course, par 72 |  | Tour Course, par 70 |

| Rechtstreeks geplaatst (87) - Björn Åkesson - Fredrik Andersson Hed - Phillip Archer - Seuk-hyun Baek - Oliver Bekker - Adrien Bernadet - Marcus Both - Cyril Bouniol T - Merrick Bremner - Mark Brown - Ariel Cañete - S.S.P Chowrasia - Robert Coles - Dave Coupland - Rhys Davies - Louis de Jager - Eduardo de la Riva T - Carlos Del Moral - Matteo Delpodio - David Dixon - Stephen Dodd - Andrew Dodt T - Nick Dougherty - Pelle Edberg T - Johan Edfors - Nacho Elvira - Ben Evans - Jens Fahrbring - Kenneth Ferrie - Trevor Fisher Jr - Ignacio Garrido - Ricardo González T - Estanislao Goya - John Hahn - JB Hansen - William Harrold - Peter Hedblom - Oskar Henningsson - Scott Henry - Antonio Hortal - Daan Huizing - Jeppe Huldahl - Daniel Im | - Lasse Jensen T - Hugues Joannes - Michael Jonzon - Roope Kakko - Rikard Karlberg T - Sihwan Kim - Jason Knutzon - Mikko Korhonen T - Joakim Lagergren T - Anirban Lahiri T - José Manuel Lara - Peter Lawrie - Thomas Linard - Jeff Lucquin - Stuart Manley - Andrew Marshall - Gareth Maybin - Ross McGowan - Brody Ninyette - Pedro Oriol T - Max Orrin - Adrian Otaegui T - Dimitrios Papadatos - John Parry T - Andrea Pavan T - Kevin Phelan - Phillip Price - Niccolo Quintarelli - Jean François Remesy - Bernd Ritthammer - Victor Riu - Adrien Saddier - Ricardo Santos - Callum Shinkwin - Lee Slattery - Alessandro Tadini T - Simon Thornton - Alvaro Velasco - Simon Wakefield - Justin Walters - Peter Whiteford - Pontus Widegren - Martin Wiegele - Jack Wilson | via Las Colinas - Emilio Cuartero Blanco (AM) - Geoffrey Drakeford - Jamie Elson - Scott Fallon - Jacob Glennemo - Christian Gloet - Sebastien Gros - Shun Yat Hak - Sebastian Heisele - Lloyd Kennedy - Jaakko Makitalo - Davis Markle - Richard McEvoy T - Chris Paisley T - Carlos Pigem - Nicolo Ravano - Boris Virto T - Sam Walker via El Saler - Alexander Björk - Wallace Booth - Neil Chaudhuri - Matthew Fitzpatrick T - Simon Griffith - Birgir Hafthorsson - Billy Hemstock - Garry Houston - Alexander Knappe - Espen Kofstad T - Chris Lloyd T - Daniel Løkke - Michael McGeady - Ben Parker - Tim Sluiter - Sebastian Soderberg - Mads Soegaard T Tourkaart gehaald | via Lumine - Jesper Billing - Guillaume Cambis - Nils Florén - Matt Ford T - Nico Geyger - Ricardo Gouveia - Julien Guerrier - Bjørn Hellgren - Wes Homan - Paul Howard (AM) - Nathan Kimsey - Julian Kunzenbacher - Paul Maddy T - Garrick Porteous - Mervin Rocchi - Jason Scrivener T - Damian Ulrich via Panoramico - Raphaël de Sousa - Jean-Baptiste Gonnet - Ross Kellett - Gary Lockerbie - Zander Lombard - Tom Murray T - Renato Paratore T - Haydn Porteous - Marcel Schneider - Matthew Southgate - Joël Stalter - Duncan Stewart - Kenny Subregis - Toby Tree - Johan Wahlqvist - Jeff Winther - Daniel Woltman T |

De 17-jarige Renato Paratore stond nummer 5 op de wereldranglijst voor amateurs toen hij na Stage 2 professional werd. Hij is de jongste speler in de Finals . Zander Lombard is na Stage 2 ook professional geworden.